# 바버리사자
바바리사자(Panthera leo leo)는 사자의 아종(亞種)으로, 북아프리카 일대에서 생존했다. 큰 것은 몸길이 3.3m, 체중 270kg 이상으로 사자의 여러 아종 중에서도 특히 컸다. 다른 사자와는 달리 산 속의 숲에서 살았으며 반사막이나 사막에서도 살았다.
남획에 의해 야생의 바버리사자는 알제리에서는 1891년에, 모로코에서는 1922년에 마지막 개체가 사살되었다. 그러나 모로코의 국왕이나 에티오피아의 하일레 셀라시에 1세 황제가 기르던 사자들은 바버리사자로 추정되며, 그 사자들의 후손이 아직 남아 있다.
세계 각국의 동물원에 약 70여 마리가 남아 있는 것으로 추정되나 그 중 바버리 사자임이 확실한것은 20여 마리다.
이들은 아틀라스 산맥에서도 살기 때문에 아틀라스 사자라고도 불리며 이집트에서도 살았기 때문에 누비아사자라고도 불린다.

## 자생지 멸종의 역사
아마 유럽에서 가까운 지리적인 근접 때문에 북아프리카 (알제리의 콩스탕틴)에서 사자는 유형 견본으로 이용되었다 린네가 1758년에 그 종에게 처음으로 유명한 라틴어 Felis Leo로 명명했다.
역사적 기록에 판단하자면 하나의 인접하는 사자 개체군은 북아프리카에서 중동, 인도를 통해서 한 번 분포 했었을지도 모른다. 사하라사막 이남의 개체군은 이집트, 수단, 에티오피아에 존재하는 지역을 통해 연결되었다.
그러나 북아프리카 동부는 중대한 인간 박해의 시간의 앞에 (현대 리비아 및 이집트) 조밀한 사자 개체수 조차 잘 지원하지 않을지도 모르며(Harper 1945년; Nowell과 잭슨 1996년). 어쩌면 지구의 건조화 때문일지도 모른다.
아마 최근에 18세기 초까지 사자는 북아프리카 지중해 해안의 그 부분에서 사라졌었다(존스턴 1899년).
이 좌측 북아프리카의 서부(지금의 모로코, 알제리 및 튀니지이라고 칭하는)에 있는 고립된 개체군은 그때 아직도 확실히 많다고 생각 되었다(Pease 1899년; Harper 1945년).
"그 국가 모로코에 있는 이렇게 많은 사자들은 두려워하지 않는다."고 1667년에 스페인 여행자 마르몰은 썼다(Guggisberg 1963년).
그 전의 여행자 또한 모로코의 페스에서 16~17 세기에서 일어난 사자 사냥을 사수가 높은 사각형으로 둘러 쌓여있는 돌담에서 사자를 쐈다고 기술했다.
그러나 19세기 중엽에 남아있는 개체수는 소화기의 광범위한 배급 및 독립적인 술탄인 모로코를 제외하고 전체 지역을 통치한 터키 정부(슐레이만 1세 이후로 이집트에서 알제리까지 오스만 투르크의 영토였다)의 사자 근절 정책 때문에 많이 줄어들었다.
2개의 부족인 울레드 멜울(Ouled Meloul)과 울레드 세시(Ouled Cessi)가 바버리 사자의 위험한 추적에 몰두했다. 그들은 과세에서 면제되고 사자 가죽을 후한 지불이 있었다. 더구나 유럽의 쉬운 접근가능성은 사자 멸종의 중요한 요인이 될지도 모른다.
"… 그가 좋아하는 경우에, 런던 깡통에 있는 월요일에 식사하고 급행열차 및 빠른 기선의 제일 사용할 것을 남자들이 만들었다. 금요일 뒤에 오는 저녁에 아프리카에 있는 사자를 위에 식사한 위치에서 두었다."라고 1864년에 Ormsby가 기술했다.
몇몇 북아프리카인과 유럽인이 멧돼지(Sus scrofa)의 수 제한에 있는 그들의 역할 때문에 사자의 존재를 관대하게 했던 것처럼 보였다. 나중에 포상금 정책은 프랑스 통제의 밑에서 계속되었다.
알제리에 있는 유명한 프랑스의 사자 사냥꾼 줄르 제라르는 사자의 조직된 총 박멸 사냥을 제안하여 설치했다.
1848년에 그는 지방에서 사자에게 200,000 프랑을 매년 잃고 있었기 때문에 콩스탕틴에 있는 현지 사람들이 (국가의 동부에서) 모든 필요한 비용(매년 20,000 프랑)을 지불하면 아주 행복할 것이라는 점을 건의했다.
그의 계획안이 권위에 의해 받아들여지지 않았더라도 1873와 1883년 사이에 합해서 202마리의 사자 죽이기는 프랑스령 알제리의 콩스탕틴 지방에서 173마리, 알제 (국가의 중앙 부분)에서 29마리, 및 (서쪽) 오랑에서는 아무것도 없다고 기록되었다.
이들을 사냥할 때 400파운드의 영화와 동등했던 총 특지는 1,214마리의 표범을 사냥할 때 720파운드 1,882마리의 하이에나 400파운드 및 27,000마리의 재칼 1,600파운드 정도와 함께 같은 기간에 급여 받았다.
그 결과로 사자는 19세기 말까지 튀니지와 알제리에서 둘 다 멸종 되었다.
튀니지에 있는 마지막으로 기록된 사자는 Babouch 부근에서 1891년에서 죽었다. 알제리 북서쪽 모퉁이와 콩스탕틴의 남쪽에서 대략 100킬로미터 떨어진 방타 근처에 1893년에 멸종했다.
마지막 알제리의 사자가 1943년에서 명확하지 않은 위치에서 최근에 사살 되었을지 모른다.
모로코에서는 사자는 20 세기까지 잘 살아남았지만 마지막으로 1940년대에 존재하지 않게 되어버렸다.(Harper, 1945년; Nowell and Jackson, 1996년).
마지막에 일어난 살해는 마라케시와 와르자자트라는 2개의 중요한 여행자 목적지 사이 도로의 가까이에 아틀라스 산맥에 있는 Tizi-n-Tichka 통행의 북부 측에 1942년에 오늘 기록되었다.

## 사육상태의 바버리 사자와 살아있는 개체들
다음은 모두 바버리 사자로 추정되는 개체들이다.

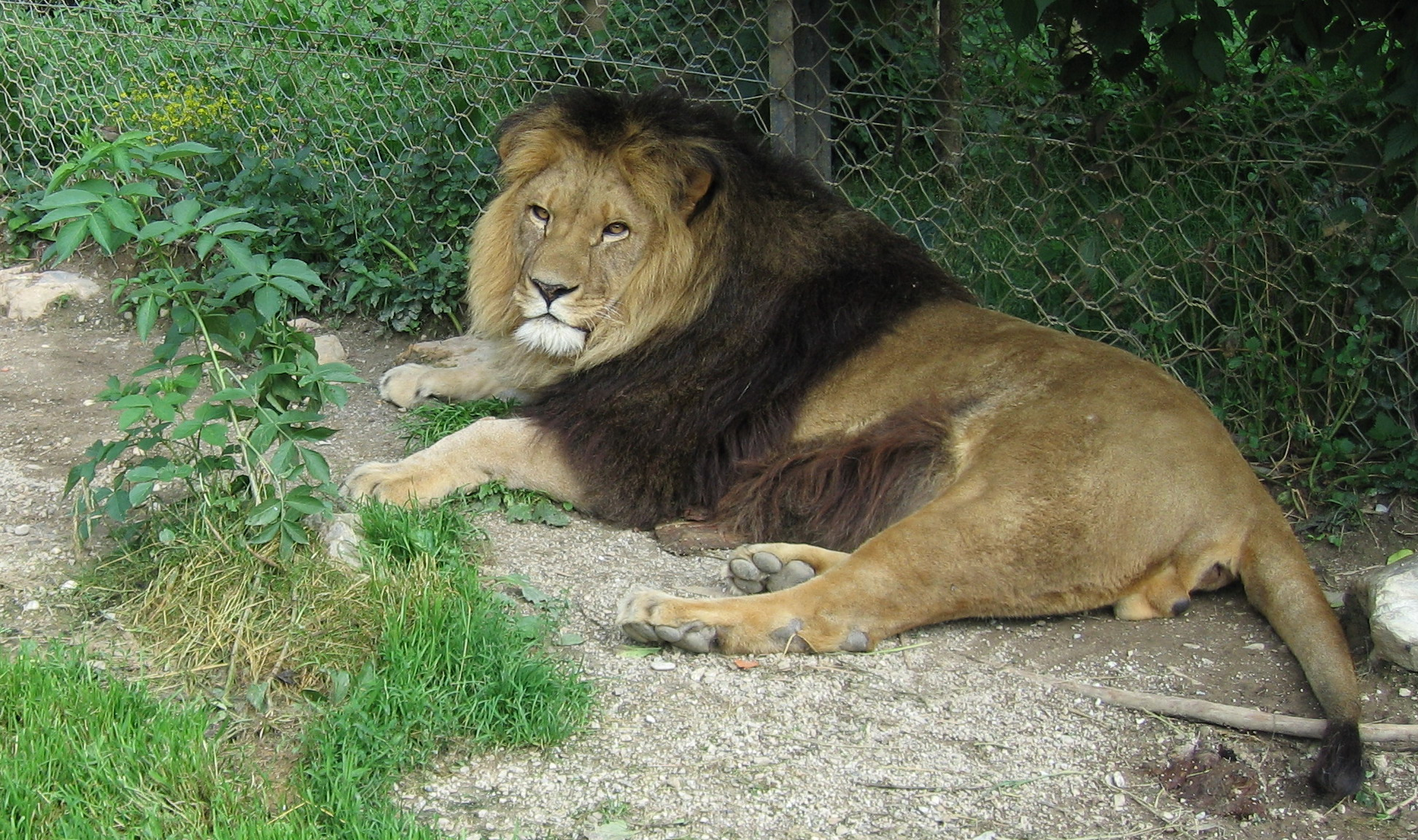
류블랴나 동물원의 사자, 2005년
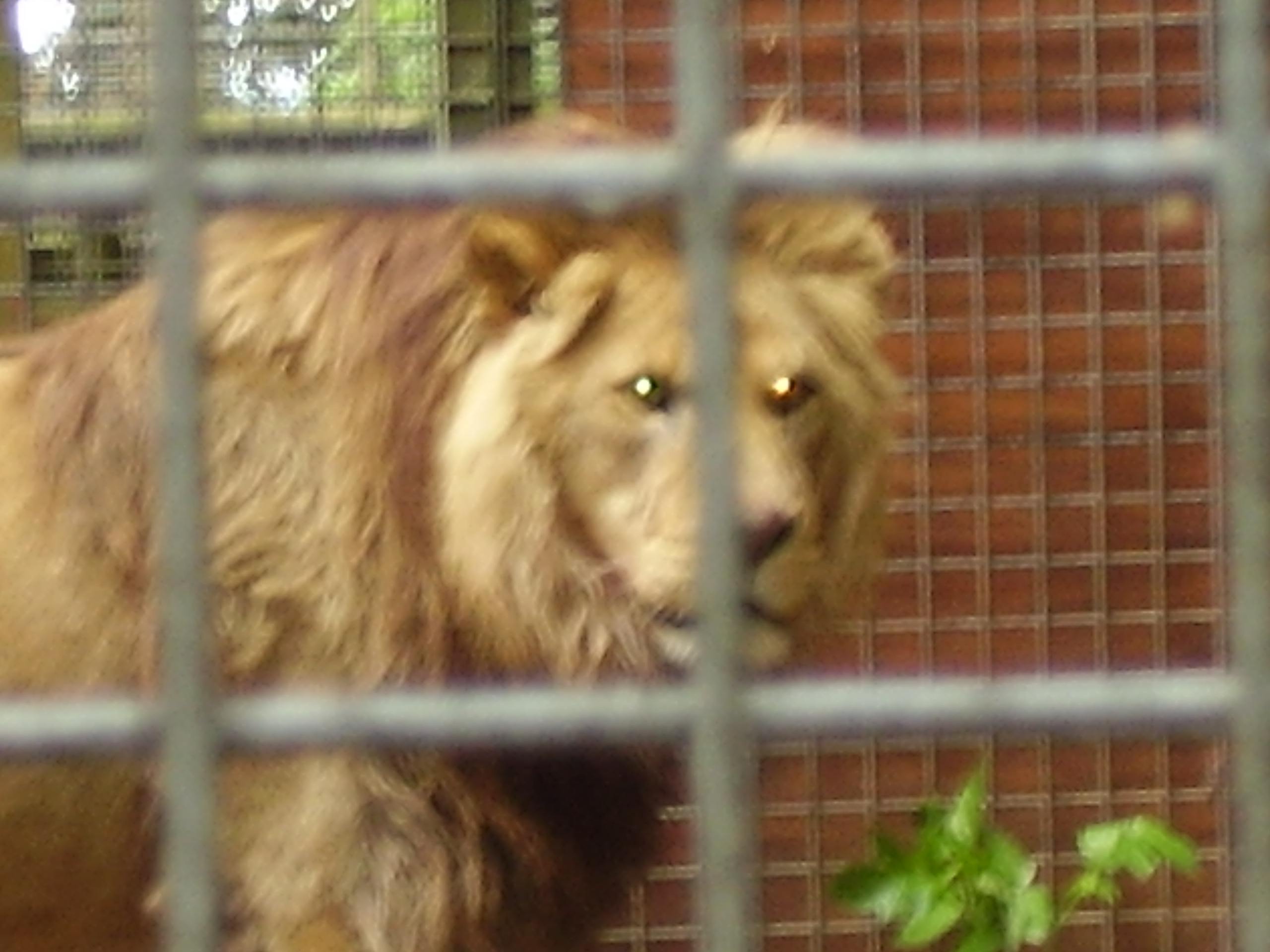
포트 림픈 동물원(en)의 사자, 2007년
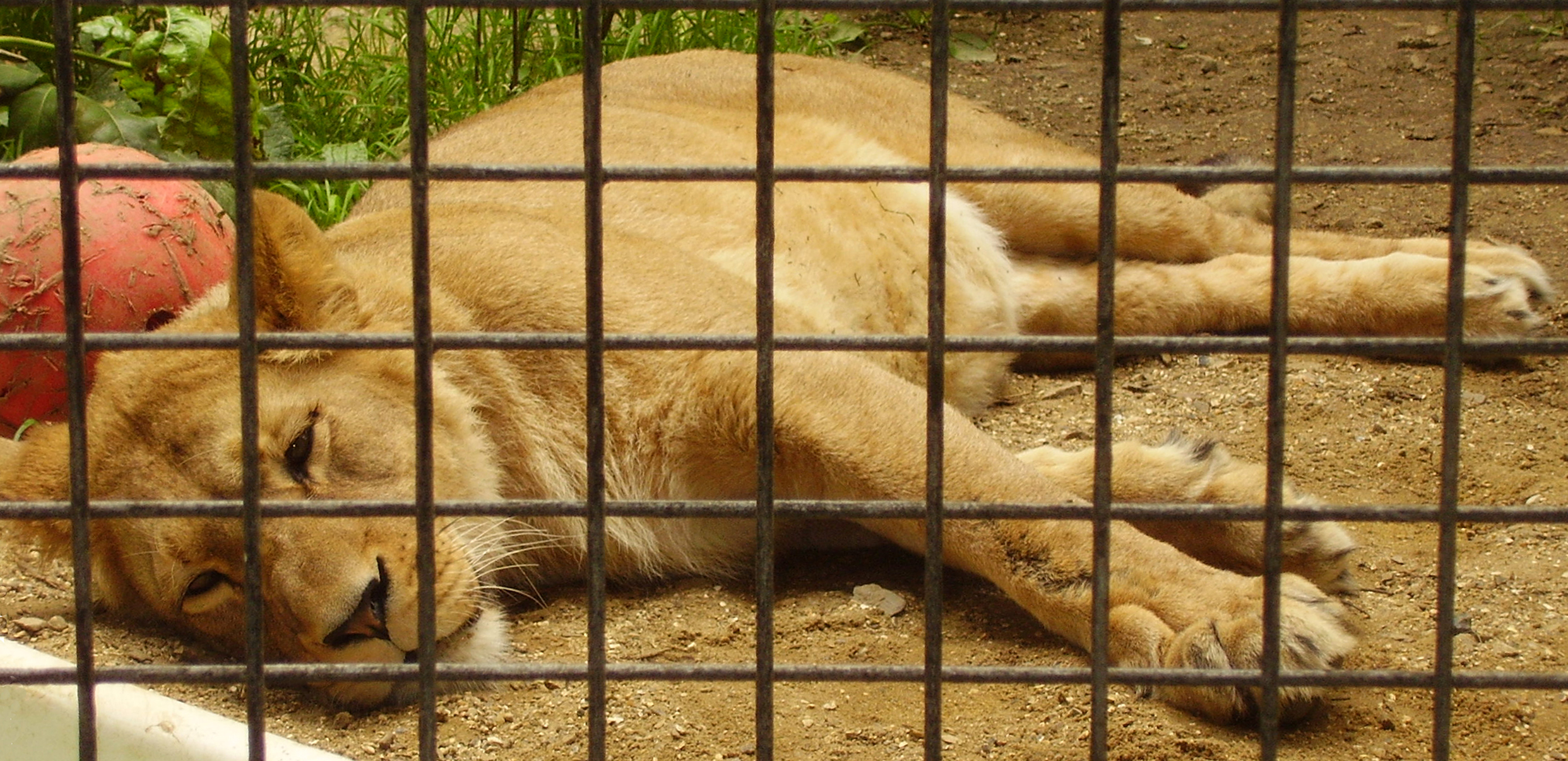
포트 림픈 동물원의 사자(암컷), 2007년

## 문화
이 사자의 종류는 1994년 만들어진 영화 라이온 킹에도 등장하였다. 그 주인공인 심바도 그 중 하나이다.
- 북아프리카의 바버리 사자 및 아틀라스 사자 프로젝트(THE NORTH AFRICAN BARBARY LION AND THE ATLAS LION PROJECT) - 야마구치 노부유키와 브래힘 하덴(Brahim Haddane).

## 같이 보기
- 유럽사자
- 홀로세 멸종